# Archaeonympha urichi
Espèce
Synonymes
- Theope urichi Vane-Wright, 1994

Archaeonympha urichi  est une espèce de papillons de la famille des Riodinidae et du genre Archaeonympha.

## Systématique
L'espèce ''Archaeonympha urichi a été initialement décrite en 1994 par Richard Irwin Vane-Wright (d) (surnommé « Dick Vane-Wright ») sous le protonyme de Theope urichi.

## Description
Archaeonympha urichi est un papillon au dessus violacé. Le revers est nacré marbré de violine avec une ligne submarginale d'ocelles pupillés de noir.

## Biologie
Leur biologie n'est pas connue

## Écologie et distribution
Archaeonympha drepana est présent à Trinité-et-Tobago, au Panama et en Guyane où il a été trouvé à Rochambeau sur la commune de Matoury, .

### Protection
Pas de statut de protection particulier.